# Viñedo de Borgoña
El viñedo de Borgoña (en francés, Vignoble de Bourgogne) es una región vinícola de Francia que se extiende por la región homónima, al este de Francia, al norte del valle del Ródano. El viñedo borgoñón se extiende a lo largo de 250 kilómetros desde el norte de Chablis al sur de la región de Mâcon. 
Sus vinos, junto con el de Burdeos y el champán, se encuentran entre los más prestigiosos de Francia y del mundo, con cinco appellations d'origines contrôlées (AOC): 33 denominaciones grands crus, 562 denominaciones premiers crus, 44 denominaciones municipales o villages y 23 denominaciones regionales y semi regionales. Borgoña produce vinos tintos, a base de uvas pinot noir y de gamay y vinos blancos, a base de cepas chardonnay y aligoté. También se producen pequeñas cantidades de vino rosado y vino espumoso. Sobre cerca de 25 800 hectáreas, producen una media de 1,500.000 hectolitros de vino.

## Geografía

Los viñedos de Borgoña (sin incluir Chablis).

La región de Borgoña va desde Auxerre al norte hasta Mâcon al sur, o hasta Lyon si se incluye la región de Beaujolais como una parte de Borgoña. El viñedo borgoñón está constituido por cuatro zonas de producción, de norte a sur: los viñedos de Yonne, los de la Côte d'Or, los de la Côte Chalonnaise y los de Mâconnais.

### Viñedos de Yonne
El viñedo de Yonne está constituido por los viñedos chablisiens, auxerrois, vézelien y tonnerrois.

#### Viñedos de Chablis
- Viñedo de Chablis. El chablis es un vino blanco hecho de uva chardonnay que se produce en la región que rodea Auxerre.

#### Viñedos de la Côte-d'Auxerre
- Viñedo de Irancy. Es una denominación menor, la Irancy AOC, que produce vinos tintos.
- Viñedo de Saint-Bris

#### Viñedos de Vézelien
- Viñedo de Vézelay

#### Viñedos de Tonnerrois
- Viñedo de Epineuil y de Tonnerre

### Viñedos de la Côte d'Or
Algo al sur de Chablis está Côte d'Or, donde se encuentran los vinos más famosos y caros de Borgoña. La propia Côte d'Or se divide en dos partes: la Côte de Nuits que empieza justo al sur de la ciudad de Dijon y llega hasta Corgoloin, unos pocos kilómetros al sur de la ciudad de Nuits-Saint-Georges, y la Côte de Beaune que empieza en Ladoix y acaba en Dezize-les-Maranges. La parte en la que se cultiva la vid en esta zona del corazón de Borgoña es sólo de unos 40 kilómetros de largo, y en la mayor parte de los lugares tiene menos de dos kilómetros de ancho. La región está hecha de pequeños pueblos rodeados por una combinación de viñedos planos e inclinados. Los mejores vinos - "Grand Cru" - de esta región usualmente provienen de la zona media y alta de las laderas, donde los viñedos tienen la mayor exposición al sol y el mejor drenaje, mientras que el "Premier Cru" viene de laderas un poco peor expuestas. Los vinos "Village", relativamente ordinarios, se producen en el territorio llano cerca de los pueblos. La Côte de Nuits contiene 24 de 25 denominaciones Grand Cru tinto de Borgoña, mientras que todos los Grand Crus blancos están ubicados en Côte de Beaune.

#### Viñedos deCôtes de Nuits

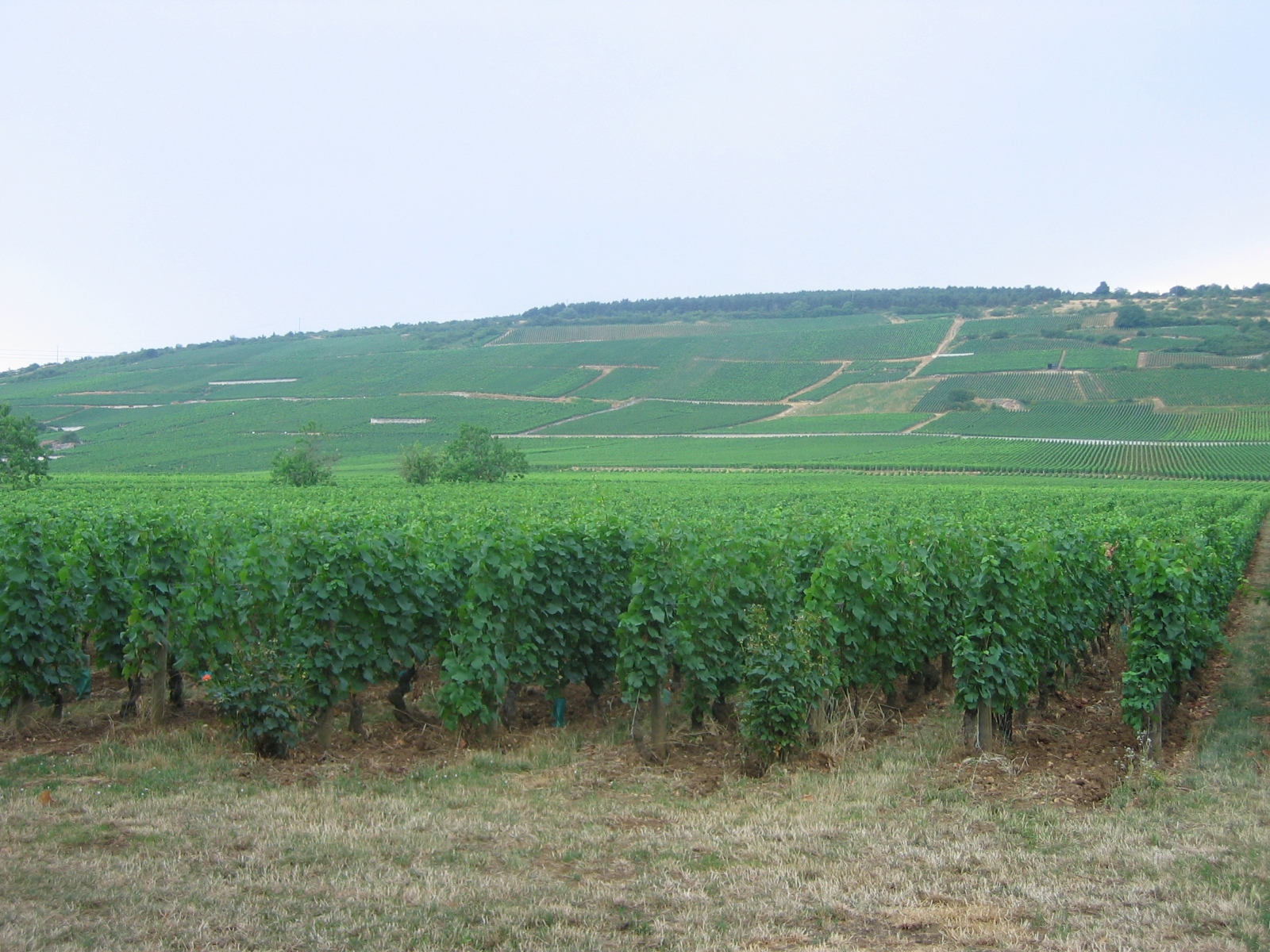
Viñedo de Vosne-Romanée en la côtes de Nuits.

- Viñedo de Marsannay-la-Côte, repartido por los pueblos de Marsannay-la-Côte, Chenôve y Couchey. El viñedo recubre 183 hectáreas (2005) repartidas en 20% de rosado, 15% de blanco y 65% de tinto.
- Viñedo de Fixin, no tiene ningún Grand Cru pero algunos de los premiers crus más conocidos. La superficie de viñedo es bastante baja. El AOC comunal Fixin cubre 107 hectáreas esencialmente tintas a las cuales es necesario añadir las 45,3 hectáreas de los premiers crus como el Clos-Napoléon, Perrière, Hervelets, Arvelets o el Clos du Chapitre.
- Viñedo de Gevrey-Chambertin, que constituye la denominación municipal más importante en volumen y que posee toda la jerarquía de las denominaciones de origen borgoñonas. Únicamente de vino tinto. Su renombre viene de los grands crus Chambertin, Chambertin Clos de Bèze, Chapelle-Chambertin, Charmes-Chambertin, Griottes-Chambertin, Latricières-Chambertin, Mazis-Chambertin, Mazoyères-Chambertin y Ruchottes-Chambertin. Son 9 y tienen un carácter potente, construido, rico en materia. Los vinos recogidos en el municipio de Brochon también se comercializan bajo el nombre de Gevrey-Chambertin.
- Viñedo de Morey-Saint-Denis, que constituye con poco más de 100 hectáreas una de las más pequeñas denominaciones municipales de la Côte de Nuits. Los 5 Grand crus del municipio (únicamente tinto) son Clos-de-Tart, Clos-Saint-Denis, Clos de la Roche, Clos des Lambrays y una parte de Bonnes Mares. Produce una pequeña cantidad de vino blanco.
- Viñedo de Chambolle-Musigny
- Viñedo de Vougeot
- Viñedo de Clos Vougeot (Château du Clos de Vougeot)
- Viñedo de Flagey-Échezaux
- Viñedo de Échezeaux
- Viñedo de Vosne-Romanée
- Viñedo de La Romanée
- Viñedo de Nuits-Saint-Georges
- Viñedo de Côte-de-Nuits Villages
- Viñedo de Bonnes Mares

#### Viñedos deCôtes de Beaune
- Viñedo de Aloxe-Corton
- Viñedo de Auxey-Duresses

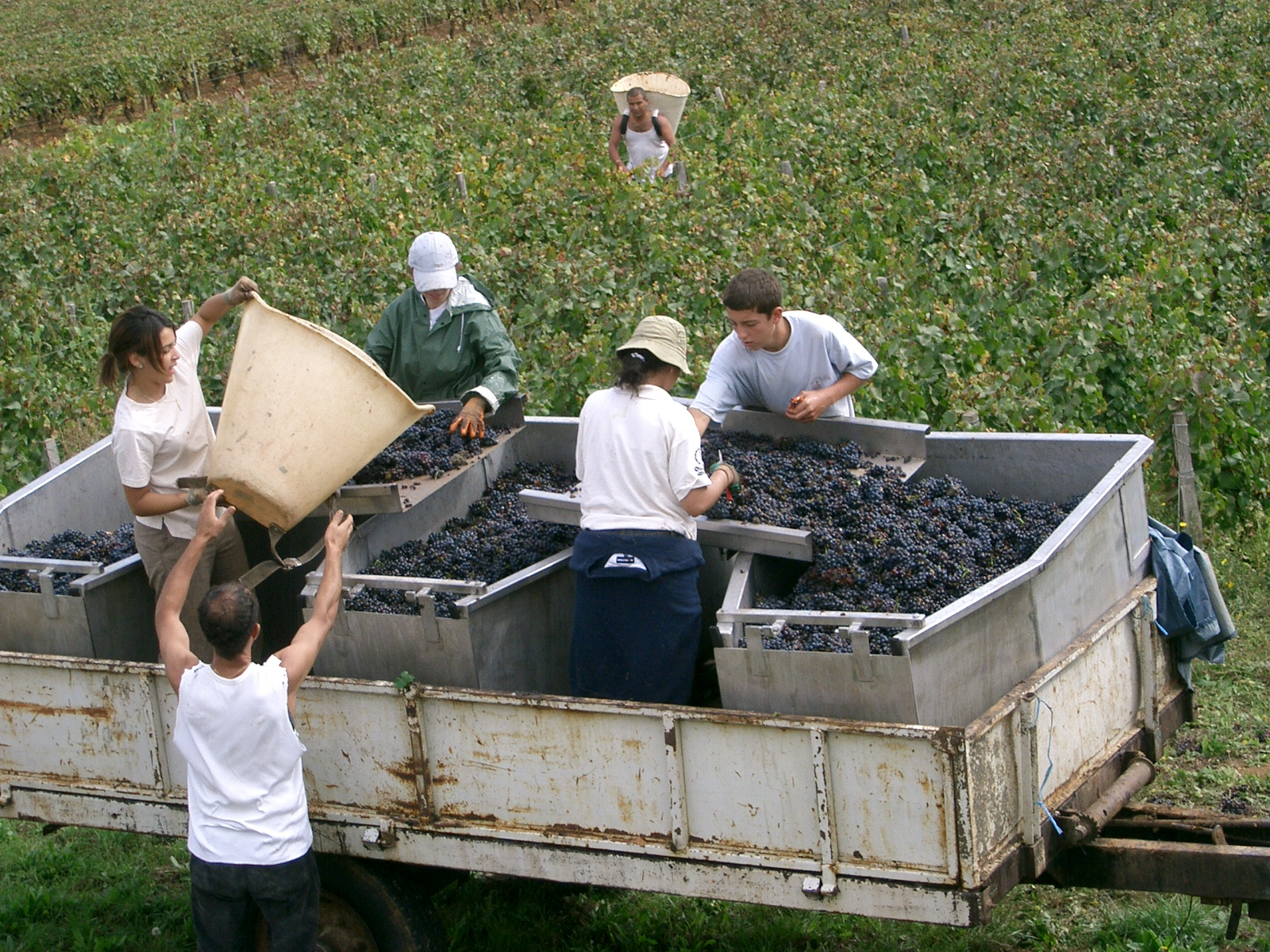
Vendanges en las Côtes de Beaune en Borgoña.

- Viñedo de Beaune (Hospices de Beaune)
- Viñedo de Blagny
- Viñedo de Chassagne-Montrachet
- Viñedo de Chevalier-Montrachet
- Viñedo de Chorey-lès-Beaune
- Viñedo de Corton
- Viñedo de Côtes de Beaune
- Viñedo de Ladoix
- Viñedo de Maranges
- Viñedo de Meursault
- Viñedo de Monthélie
- Viñedo de Montrachet
- Viñedo de Pernand-Vergelesses
- Viñedo de Pommard, la denominación de 325 hectáreas más conocida en el extranjero probablemente por la facilidad de su pronunciación.
- Viñedo de Puligny-Montrachet
- Viñedo de Saint-Aubin
- Viñedo de Saint-Romain
- Viñedo de Santenay
- Viñedo de Savigny-lès-Beaune
- Viñedo de Volnay, una denominación de 222 hectáreas que ofrece vinos ligeros.

### Viñedos de la Côte Chalonnaise
Más al sur está la Côte Chalonnaise, donde de nuevo se produce una mezcla de tinto en su mayor parte y un poco de blanco, aunque las denominaciones que aquí se encuentran tal como Mercurey, Rully y Givry son menos conocidas que sus equivalentes de la Côte d'Or.
- Viñedo de Bouzeron
- Viñedo de Givry
- Viñedo de Mercurey
- Viñedo de Montagny
- Viñedo de Rully

### Viñedos del Mâconnais
Debajo de la Côte Chalonnaise está la región de Mâconnais, conocida por producir grandes cantidades de vino blanco fácil de beber y asequible.
- Viñedo de Mâcon
- Viñedo de Pouilly-Fuissé
- Viñedo de Pouilly-Loché
- Viñedo de Pouilly-Vinzelles
- Viñedo de Saint-Véran
- Viñedo de Viré-Clessé

### Viñedos del Beaujolais
Más al sur todavía está la región de Beaujolais, famosa por sus vinos tintos frutales hechos con uva gamay. Administrativamente, los vinos de Beaujolais están vinculados al viñedo de Borgoña (juicio de 29 de abril de 1930 del tribunal civil de Dijon). Sin embargo, forman una categoría bien separada, y se tratan en un artículo específicos.

## Suelo

### Geología
En Borgoña, el papel de la exposición a la radiación solar y la duración de esta es primordial, de modo que las preferencias geológicas son permitir tales exposiciones. La conformación de los ríos han creado por ejemplo, laderas con orientación Sur en una fachada de falla o Cuestas orientadas al Este.
Desde el punto de vista geológico, los viñedos de Borgoña está dividida en dos grupos principales:
- La fachada oriental, sobre la falla: los relieves del Macizo Central y las mesetas de piedra caliza de Borgoña, formando una línea casi recta de unos doscientos kilómetros de la Côte de Nuits a Beaujolais. Se trata de una fachada deorigen tectónico, debido al sistema de fallas a lo largo de la cual, en la era terciaria, se derrumbó la brecha de la Saona (brecha de Bresse ). Esta fachada está formada por la erosión y atravesada por los ríos hasta el Saona. Este contacto tectónico, fortísimo, entre los relieves graníticos o calcáreos al oeste, y la llanura, nacida del relleno sedimentario de la zanja de bressan, al este, cambió las formaciones, al mismo tiempo que la desnivelación se atenúa, de sur a norte.

El Mâconnais se divide en una serie de bloques paralelos, inclinados hacia la Saona, cada uno conserva buena parte de su cobertura sedimentaria de la edad triásica y jurásica. Esto crea una serie de crestas de piedra caliza y pendientes muy escarpadas, pero alineadas en paralelo a unos cincuenta kilómetros de Fuissé, justo al norte de Tournus.
El Chalonnaise, con un orden menos riguroso, también está hecha de paneles de piedra caliza de Edad Jurásica. La parte sur se está hundiendo hacia el oeste, acompañando a los eslabones de Mâconnais, en el otro lado del valle Grosne. La parte norte se inclina hacia la llanura del Saona, envolviendo de manera casi periclinal el extremo Noreste del horst (elevación del bloque central entre líneas de falla paralelas) cristalino de Mont-Saint-Vincent.
En cuanto a la Côte d'Or, dividido en Côte de Beaune y Côte de Nuits, es un relieve de falla casi tirado con tiralíneas y corresponde al trazado de la rotura superior entre las bandejas calcáreas, datadas del Jurásico medio o superior, y la fosa de bressan.
- La côte ( cuesta ), del Jurásico Tardío en Baja Borgoña, los viñedos de Chablis y Pouilly-sur-Loire.

Prolongando hacia lo que, en el este de la cuenca de París, llamamos la Côte de Bar, la Côte de Chablisien y de Auxerrois es debida a la ligera inclinación de los terrenos hacia el centro de la cuenca de París o lo que es lo mismo, hacia el noroeste. Estas cuestas provienen de la superposición de dos formaciones geológicas diferentes del Jurásico superior: las margas y las margo-calizas en Exogyra virgula (pequeñas ostras).
Las calizas forman la parte superior, resistente, del relieve; las margas forman el talud inferior.

### Edafología
Los tipos de suelos son el origen de los diferentes terroirs vitícolas de Borgoña: son los que confieren los caracteres limpios de los numerosos vinos producidos en esta región. Ya que la extrema división de las parcelas es la regla general, que se basa en gran medida en una yuxtaposición de diversos afloramientos geológicos: granitos del zócalo herciniano de la Primaria, la cobertura arcillosa y la caliza del Secundario, los depósitos guijarrosos o argilo-arenosos del Terciario y del Cuaternario. La diversidad del suelo deja en evidencia que los resultados están en el origen del concepto de terroir, llamado "Climat " en los viñedos de Borgoña. Estos Climats, poseen nombres especialmente evocadores (la zorra, codornices, Genevrières, Montrecul...) son los términos que se establecieron en el siglo XVIII. Según A. Vedel  "una persona física se exterioriza por la unidad del carácter del vino que produce".
Un estudio de cincuenta y nueve perfiles de suelos ubicados en la Côte de Nuits muestra que son criterios morfológicos y fisicoquímicos, tales como la pendiente, la pedregosidad, las tasas de arcilla y de caliza que permiten distinguir mejor la escala de las denominaciones.
Las grandes denominaciones sólo se producen en suelos calcáreos.
- El viñedo de Vino blanco de Chablis dispone de suelos calcáreos.
- Los viñedos de la Cote d'Or ( Côte de Beaune y Côte de Nuits ) gozan de suelos argilo-calcáreos o marga caliza que se formó por la erosión progresiva de las mesetas de piedra caliza.
- En Saone-et-Loire ( Chalonnaise y Mâconnais ), están constituidos por suelos argilo-calcáreos con tierras arcillosas o arenosas.
- Si vamos hacia el sur hasta llegar al distrito de Beaujolais, el suelo se vuelve granítico y rico en arcilla, más adaptado a la uva Gamay dominante en esta región.

### Orografía
La mayoría de los grandes vinos de Borgoña sus viñedos están orientados al este con una ligera pendiente. Otras regiones de vino de Borgoña con orientación Sur o Sureste, cuentan con una pendiente media baja ( Gevrey-Chambertin, entre otros) a excepción de algunas denominaciones que en algunos casos tienen una pendiente superior ( San Vallerin, incluyendo el nombre de Montagny ). La altitud es por lo general entre doscientos y cuatrocientos metros.

## Clima
Borgoña experimenta un clima continental o semi-continental caracterizado por inviernos muy fríos y veranos cálidos. Está sometido a tres influencias dominantes:
- un dominio del Ródano en la parte sureste
- un clima propio de los Vosgos en el noreste y
- un clima girondino en el extremo este.

Para la ciudad de Dijon (316 m s. n. m.) los valores climáticos son:
| Temperatura media. | Nov.   | Dic.   | Ene.   | Feb.   | Mar.   | Abr.    | May.    | Jun.    | Jul.    | Ago.    | Sep.    | Oct.    | Año     |
| ------------------ | ------ | ------ | ------ | ------ | ------ | ------- | ------- | ------- | ------- | ------- | ------- | ------- | ------- |
| media              | 5,8 °C | 3,1 °C | 1,6 °C | 3,3 °C | 6,7 °C | 10,3 °C | 14,5 °C | 17,6 °C | 19,6 °C | 19,0 °C | 16,1 °C | 10,9 °C | 10,7 °C |

El tiempo es muy impredecible, siendo posible lluvias, granizo o heladas todo el tiempo alrededor de la época de la cosecha. Los inviernos son muy fríos en las colinas elevadas del Châtillonais, del Auxois y de Morvan. El valle del río Saona y de los valles
abrigados poseen una temperatura suave y moderada. Las heladas son a veces temibles y disminuyen la cosecha como en 1902,.1921,.1930 y 1945.
| Insolación. | Nov. | Dic. | Ene. | Feb.  | Mar.  | Abr.  | May.  | Jun.  | Jul.  | Ago.  | Sep.  | Oct.  | Año    |
| ----------- | ---- | ---- | ---- | ----- | ----- | ----- | ----- | ----- | ----- | ----- | ----- | ----- | ------ |
| media       | 71 h | 65 h | 77 h | 117 h | 160 h | 175 h | 212 h | 241 h | 258 h | 242 h | 192 h | 129 h | 1938 h |

| Lluvia.  | Nov.  | Dic.  | Ene.  | Feb.  | Mar.  | Abr.  | May.  | Jun.  | Jul.  | Ago.  | Sep.  | Oct.  | Año    |
| -------- | ----- | ----- | ----- | ----- | ----- | ----- | ----- | ----- | ----- | ----- | ----- | ----- | ------ |
| Cantidad | 68 mm | 61 mm | 47 mm | 41 mm | 50 mm | 50 mm | 55 mm | 69 mm | 62 mm | 61 mm | 54 mm | 78 mm | 696 mm |
| Días/mes | 16    | 15    | 14    | 13    | 13    | 15    | 14    | 12    | 11    | 12    | 11    | 15    | 161    |

Los días de lluvia se reparten igualmente a lo largo del año, con un máximo en otoño y un mínimo en verano. La influencia del relieve juega sobre el reparto geográfico de las lluvias. Las Arrières-Côtes forman una pantalla para el viñedo, que recibe menos agua. Así la orientación del viñedo desempeña un papel importante. Las laderas meridionales y sureste son privilegiadas. La implantación se hace generalmente sobre las laderas al abrigo de los vientos dominantes que vienen del suroeste (249 días/año). Debido a este clima, hay mucha variación entre los años de Borgoña, por lo que la noción de millésime, es decir, año de la cosecha, es importante.

## Historia

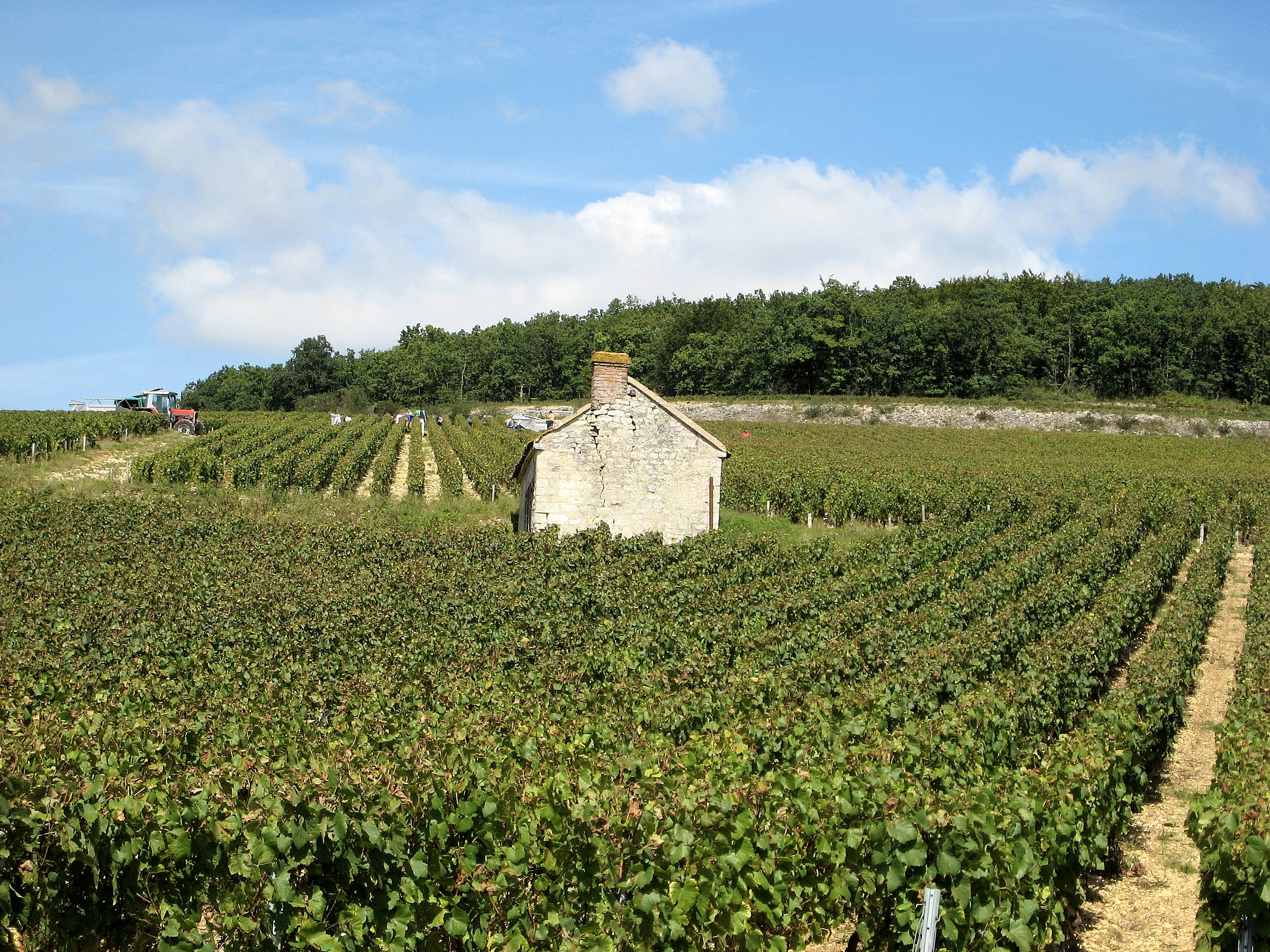
Tiempo de cosecha en el Chablis Premier Cru de Fourchaume.

No se sabe con precisión quién introdujo la vid en Borgoña. Se cree que ya existía en el siglo II. En 312, Eumene proporciona la primera descripción del viñedo beaunois. Gregorio de Tours describió en el siglo VI la côte couverte de vigne cerca de Dijon. La implantación del cristianismo propició la extensión de viñedo por los señoríos abaciales. En estos tiempos guerreros, las comunidades religiosas gozaban de una protección que les permitirá transmitir la experiencia de generación en generación. Así ocurrió con las abadías más importantes, esto es, abadía de Cluny para el mâconnais y el chalonnais y la abadía de Cîteaux con las plantaciones de Côte d'Or, chalonnais y chablisien. Desde alrededor del año 900 hasta la Revolución francesa, los viñedos de Borgoña pertenecieron a la Iglesia católica.
Es en este periodo cuando nacen los clos (viñedos). El clos de Bèze se fundó en 640, el clos de Vougeot en 1115 y el clos de Tart en 1140. A partir de 1128, los cistercienses de la abadía de Pontigny (la décima hija de Cîteaux) continuaron desarrollando el viñedo de Chablis. A lo largo de la Edad Media, los vinos figuraban en lugar destacado sobre la mesa de los señores. En la gran época del Ducado de Borgoña (siglos XIV y XV) se dictan las primeras normas protectoras de una cierta calidad en el vino. En 1395, Felipe II de Borgoña prohíbe el cultivo de la uva gamay en beneficio de la pinot noir en sus tierras, para mejorar así la calidad del vino. Es la primera norma de derecho alimentario del mundo, precursora de las denominaciones de origen (AOC) e que precede en bastante tiempo al Reinheitsgebot alemán que definió los ingredientes autorizados en la elaboración de la cerveza en Alemania.
Nicolas Rolin, canciller de Felipe el Bueno y su esposa Guigone de Salins decidieron crear un hospital para los pobres, eligiendo para ello la localidad de Beaune, lugar de paso que carecía de grandes fundaciones religiosas. Así nació, el 4 de agosto de 1443 el Hôtel-Dieu. Este Hospicio de Beaune resultó ser propietario de un dominio vitícola borgoñón gracias a las donaciones y las herencias de ricos señores borgoñones desde la Edad Media y a lo largo de los cinco siglos posteriores. La decadencia del Ducado de Borgoña coincide en el tiempo con las primeras casas de comercio de vino. En 1720, se lanzó la marca Champy.
Después de la Revolución, los viñedos estaba en quiebra y se vendieron a los trabajadores que los habían cuidado. Las leyes sucesorias dieron como resultado la continua subdivisión de los más preciosos viñedos, de manera que algunos cultivadores sólo eran propietarios de una fila o dos de vides. Esto llevó al surgimiento de négociants que sumaban el producto de muchos cultivadores para producir un solo vino. Esto llevó también a una profusión de pequeñas bodegas de propiedad familiar, ejemplificadas por la docena de la familia "Gros".
En 1874, la llegada de un insecto proveniente de América, la filoxera, dañó el viñedo. La filoxera fue descubierta por primera vez en Meursault el 17 de julio de 1878 en el lugar llamado l'Ormeau, después el 23 de julio del mismo año en el jardín botánico de Dijon. Las contaminaciones databan de 1876 para Meursault y 1877 para Dijon.
Las viñas americanas fueron introducidas fraudulentamente a partir de 1885 y oficialmente a partir del 12 de julio de 1887. Hubo que arrancar todas las viñas y replantar. Después de largas investigaciones, se terminó por descubrir que sólo el injerto permitiría a la vid resistir en presencia de la filoxera. El mildiu provocó un desastre considerable en 1910 con consecuencias sociales importantes. Sólo en vísperas de la Primera Guerra Mundial pudo el viñedo borgoñón reanudar su desarrollo.
El vino de Borgoña ha cambiado mucho durante los últimos 75 años. La depresión económica de los años 1930 fue seguida por la devastación que causó la Segunda Guerra Mundial. Después de la guerra, los viñadores regresaron a sus viñas descuidadas. Los terrenos y las vides habían sufrido y necesitaban desesperadamente ser nutridas. Comenzaron a fertilizar, saneando los viñedos. Los que pudieron permitírselo añadieron potasio, un elemento químico metálico de color blanco plateado que contribuye a un crecimiento vigoroso. A mediados de los años 1950, los suelos estaban equilibrados, las cosechas eran razonablemente bajas y los viñedos produjeron algunos de los más sorprendentes vinos del siglo.
Durante los siguientes 30 años, siguiendo el consejo de los expertos, siguieron utilizando fertilizantes químicos en sus viñedos, incluyendo el potasio. Cierta cantidad de potasio es natural en el suelo y bueno para el crecimiento de la planta, pero si se da en exceso, conlleva bajos niveles de acidez y acaba afectando negativamente la calidad del vino. Conforme se incrementaba la concentración de productos químicos en el suelo, crecían las cosechas. En la denominación Côte d'Or, por ejemplo, se pasó de 29 hectolitros por hectárea (media anual desde 1951 hasta 1960) a casi 48 hectolitros por hectárea (1982-91), de acuerdo con un estudio realizado por el INAO. Estas mayores cosechas produjeron vinos de menos sabor y concentración. El exceso de producto químico acabó en treinta años con el suelo que había contribuido a la reputación de Borgoña durante un milenio .
El periodo entre 1985 y 1995 fue decisivo para Borgoña. Durante este tiempo muchos dominios borgoñones renovaron sus esfuerzos en las viñas y gradualmente establecieron un nuevo modo de hacer vino. Todo esto llevó a vinos más profundos y complejos. Actualmente, la industria del vino de Borgoña está cosechando los beneficios de esos impresionantes esfuerzos.

## Características del vino y su clasificación
Borgoña es en cierto sentido la región más orientada al terroir de Francia; se presta una atención enorme a la zona de origen, y en cual de los 400 tipos de suelo de la región han crecido las uvas del vino. En oposición a Burdeos, donde las clasificaciones son marcadas por el productor y concedidas a los chateaux individuales, las clasificaciones en Borgoña se centran en la geografía. Un viñedo o una región en particular tendrán su clasificación, con independencia del productor del vino. Este foco se refleja en las etiquetas del vino, donde las denominaciones son más destacadas y los nombres de los productores a menudo aparecen abajo en un texto más pequeño. Con más de cien denominaciones y de una cantidad innumerable de climas, la comprensión del vino de Borgoña es compleja.
Las denominaciones se organizan según un esquema que en principio es simple. Las principales clasificaciones de Borgoña, en orden descendente de calidad, son: Grand crus, Premier crus, Commune o Village, y finalmente Bourgogne genérico.
- Grand Cru se refiere a vinos producidos del pequeño número de los mejores viñedos en la Cote d'Or. Los vinos Grand Cru suponen un 2% de la producción a 35 hectolitros por hectárea. Estos vinos necesitan criarse durante un mínimo de 5-7 años y los mejores ejemplos pueden conservarse durante más de 15 años. Muy pocos chardonnays o pinot noirs del mundo pueden envejecer y seguir mejorando tan bien como estos vinos. Los vinos Grand Cru sólo llevarán el nombre del viñedo como denominación - tal como Corton o Montrachet - en la etiqueta del vino.

- Premier Cru son vinos producidos de viñedos específicos que aún se consideran de calidad alta, pero no tanta como los Grand Cru. Los vinos Premier son el 12% de la producción, con 45 hectolitros por hectárea. Estos vinos necesitan madurar durante 3-5 años, y aun los mejores vinos pueden conservarse durante mucho más tiempo. Los vinos Premier Cru llevarán normalmente tanto el nombre del pueblo de origen - junto con el estatus del viñedo - por ejemplo, "Volnay 1.er Cru" como denominación, y luego el nombre del viñedo individual (por ejemplo "Les Caillerets") en la etiqueta del vino.

- Village son vinos que pueden ser una mezcla de vinos de viñedos supuestamente inferiores dentro de los límites de un pueblo determinado, o de un viñedo individual pero sin clasificar. Los vinos de diferentes villas se consideran que tienen sus propias cualidades y características especiales. Los vinos village son el 36% de la producción, con 50 hectolitros por hectárea. Estos vinos se consumen 2-4 años después de la fecha de la cosecha, aunque de nuevo algunos ejemplos se mantendrán por más tiempo. Los vinos villade muestran el nombre del pueblo en la etiqueta del vino, por ejemplo "Pommard", y a veces -si se aplica- el nombre del viñedo individual de donde proviene. Varios pueblos en Borgoña han agregado los nombres de sus viñedos Grand Cru al nombre original de la villa - de ahí "Puligny-Montrachet" y "Aloxe-Corton".

- La clasificación AOC Bourgogne se refiere a vinos que pueden provenir o ser mezcla de cualquier lugar de la región. Estos vinos suponen el resto de la producción, con 55 hectolitros por hectárea. Estos vinos pueden consumirse hasta 3 años después de la fecha de la cosecha. Denominaciones entre el genérico "Bourgogne" y los vinos de un "Village" individual pueden encontrarse también, como un "Macon-Villages" o "Cote de Beaune-Villages", donde los vinos pueden provenir de una zona amplia pero definida, que incluirá varios pueblos individuales.

Otras AOC de Borgoña que no se ven tan a menudo son Bourgogne Passe-Tout-Grains AOC (que puede llevar hasta dos tercios de gamay (la uva del Beaujolais) además de pinot noir), Bourgogne Aligoté (que se hace sobre todo con la uva aligoté) y Bourgogne Grand Ordinaire. El último es el AOC inferior, y Grand se supone que se refiere al tamaño de la región elegible para producirla, no a su cualidad. Hay ciertas regiones a las que se permite poner otras uvas en sus AOCs, pero para la mayoría se mantienen estas normas. Estas regulaciones son incluso confusas para la mayoría de los adultos franceses, según una investigación (Franson). Vino espumoso también se produce, como Crémant de Bourgogne. Los vinos chablis se etiquetan usando una jerarquía similar de Grand Cru, Premier Cru y Village, mientras que los vinos de Beaujolais tienen un tratamiento diferente.

## Producción

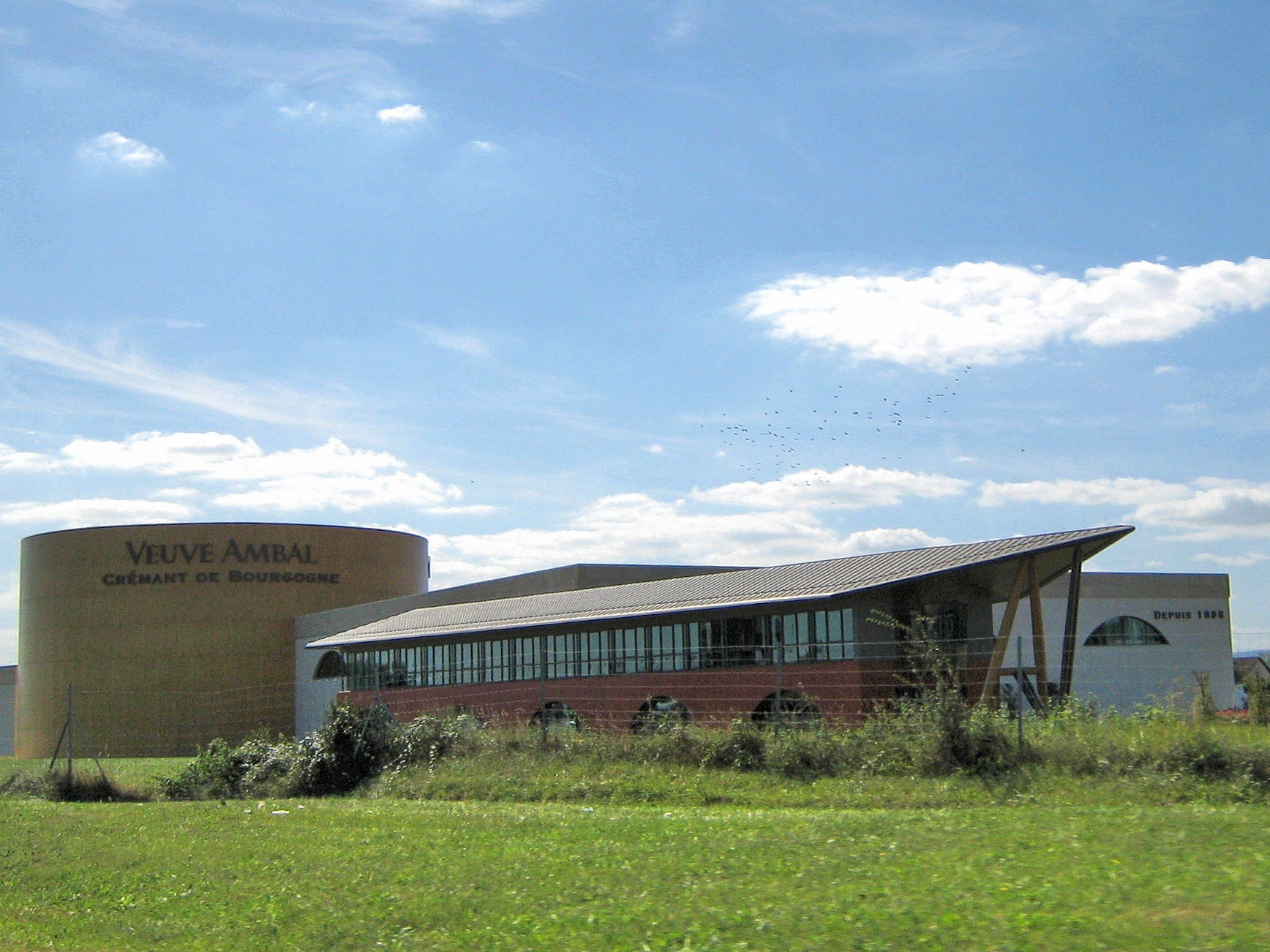
Una de las principales bodegas que produce Crémant de Bourgogne.

Los viñedos de Borgoña alcanzan los 60.000 acres (240 km²) de producción. Generalmente, los pequeños cultivadores venden sus uvas a grandes productores llamados negociants que mezclan y embotellas el vino. Los aproximadamente 115 negociants que producen la mayoría del vino sólo controlan alrededor del 8% de la región. Cultivadores individuales tienen alrededor del 67% de la zona, pero producen sólo alrededor del 25% del vino. Algunas pequeñas bodegas producen sólo 100-200 cajas al año mientras que muchos productores hacen unos pocos miles de cajas al año. Cultivador/productor hace vinos que pueden identificarse gracias a la expresión Mis en bouteille au domaine, Mis au domaine, o Mis en bouteille à la propriété. El mayor productor es Maison Louis Latour en Beaune con 350.000 cajas por año. Los negociants pueden usar la expresión Mis en bouteille dans nos caves (embotellado en nuestras bodegas).

## Variedades vitíferas
Las cepas más generalmente cultivadas son las tintas pinot noir y gamay y la de vino blanco chardonnay.

### Variedades blancas
De las uvas blancas, la más común es la chardonnay. Los vinos blancos de Chablis, mâcon y la Cote d'Or todos se producen con un 100% de uvas chardonnay. Es una uva multiplicada por toda Francia y a través del mundo entero, y que produce en Borgoña vinos de alta calidad. Su brote un poco antes del pinot noir hace que sea como aquella extremadamente sensible a las heladas de primavera. La chardonnay es bastante vigorosa y ensayos realizados en Borgoña demuestran que la calidad del vino disminuía superado un rendimiento de 70 hectolitros por hectárea. De tallo corto, su rendimiento no supera ni los 30 hectolitros por hectárea. En Borgoña, da grandes vinos blancos secos, que son generalmente envejecidos en barriles de roble. Evolucionan en la madera después de la fermentación maloláctica. Sus vinos son bastante aromáticas en su juventud y ganan con un envejecimiento de 2-4 años. En Chablis los vinos están dominados por el mineral y la piedra. Disponen de una acidez elevada. En la Côte de Beaune, los vinos son consistentes, ricos, cremosos con aromas de humo y frutos secos y exóticos. En el Mâconnais, son ligeros, vivos y refrescantes con aromas florales.
Otra uva que se encuentra en la región es la aligoté, que en su mayor parte produce vinos más baratos que tienen una acidez más alta. Es una cepa vigorosa y productiva. Un análisis de ADN ha revelado que su composición es idéntica a la del chardonnay; es un cruce natural de gouais blanca con pinot noir. Da vinos ligeros, un poco ácidos y frescos. Son pobres en taninos y poco perfumados. Se beben jóvenes. Bourgogne Aligoté es la denominación regional de un vino tradicionalmente usado para la bebida Kir, en la que se mezcla con licor de grosella negra; el Bourgogne aligoté, en Bouzeron, se aprovecha de una denominación municipal.
Sauvignon blanc también se cultiva en la denominación Saint Brix.
El melon es una vieja cepa borgoñona poco utilizada en la región de origen. Brota temprano y la afectan frecuentemente las heladas primaverales. No obstante, sus brotes secundarios son fértiles y permiten obtener una parte de la cosecha primaria. Hoy se le conoce con el nombre de muscadet. En Borgoña está aún plantada en Vézelay y se utiliza para las denominaciones Mâcon blanc y Crémant de Bourgogne.

### Variedades tintas
En cuanto a las uvas tintas, toda la producción de Cote d'Or is se centra en la uva pinot noir mientras que la uva gamay crece en el Beaujolais. En la región de Cote de Nuits, el 90% de la producción es de uva tinta.
La pinot noir es la principal uva tinta de Borgoña. Es probablemente originaria de esta región y fue sin duda ya cultivada por los galos antes de la conquista de la Galia por los romanos. Los mejores vinos de pinot noir se obtienen en los terrenos calcáreos y en los climas templados. Los suelos ácidos y arcillosos producen vinos comunes. Se conoce mundialmente como una cepa inconstante y problemática y la selección del lugar explica probablemente su buena adaptación a las condiciones de Borgoña. Su brote precoz la hace sensible a las heladas de primavera. Por lo tanto, no deben plantarse en la llanura o en la parte baja de las laderas. Se aprovecha plenamente del ciclo vegetativo para madurar en la primera época. Los vinos se revisten de un velo de bello color poco intenso. Son bastante tánicos y llevan normalmente entre 10 y 12º de alcohol. Algunos vinos tintos suntuosos y aterciopelados son de gran renombre conocidos mundialmente. Se prestan a una crianza de 5 a 12 años, a veces más. Su aptitud para el envejecimiento varía en función de las añadas y del viñedo de origen.
La gamay está también muy presente en Borgoña. Es una cepa exclusiva de los beaujolais tintos. Los mejores vinjos de gamay se obtienen al contrario que el pinot noir, sobre los suelos ácidos y graníticos. Su precoz brote lo vuelve igualmente sensible a las heladas de primavera. Presenta la ventaja de producir una pequeña cosecha sobre los contra-brotes. El vino de gamay posee un bello color rojo teñido de púrpura. Es pobre en taninos y revela una buena acidez. Es generosamente frutal, accesible y fácil de beber. Produce igualmente el Bourgogne Passe-tout-grainsen unión con la pinot noir.
El pinot gris, llamado localmente pinot beurot, figura entre los antiguos viñedos borgoñones en un 15 a un 25% de la cepa tinta. Da vinos finos que poseen un bello color amarillo y aromas agradables.

## Una reputación cara
Borgoña alberga algunos de los vinos más caros del mundo, incluyendo los de Domaine de la Romanée-Conti, Domaine Leroy, Henri Jayer, Emmanuel Rouget, Domaine Dugat-Py, Domaine Leflaive y Domaine Armand Rousseau. No obstante, algunos de los vinos de Burdeos y unos pocos vinos "icónicos" del Nuevo Mundo son más caros que algunos de la clase grand cru borgoñona.
La crítica de vino británica Jancis Robinson enfatiza que el "precio es una guía extremadamente poco fiable" y que "por lo que se vende un vino a menudo tiene más que ver con el bombo publicitario exagerado y decisiones de márketing que la calidad contenida en la botella." Mientras que los Grand Crus a menudo alcanzan precios vertiginosos, los vinos del nivel village de destacados productores pueden encontrarse a precios bastante razonables.